# Abdiweli Cheikh Ahmed
Pour les articles homonymes, voir Ahmed.
Abdiweli Cheikh Ahmed est un homme d'État somalien né le 21 octobre 1958 à Bardera en Somalie. Il a été premier ministre de son pays du 21 décembre 2013 au 24 décembre 2014.

## Biographie
Ahmed est né en 1959 à Bardera, dans la région de Gedo, au sud de la Somalie. Il est originaire du clan Marehan Darod. 
Ahmed a ensuite déménagé au Canada lorsque la guerre civile a éclaté en 1991. Il a la double nationalité somalienne et canadienne. 
Il a étudié l’économie à l’université d’Ottawa et a travaillé à la Banque mondiale et à la Banque islamique de développement.
En outre, Ahmed a vécu et travaillé dans un certain nombre de pays, notamment en Éthiopie, à Djibouti, en Égypte, au Yémen, en Arabie saoudite, aux Émirats arabes unis, en Zambie, au Kenya et en Malaisie.
Il parle plusieurs langues et parle couramment le somali, l'arabe, l'italien et l'anglais. Il maîtrise également bien le français. 
Ahmed est marié et a des enfants.
Nommé premier ministre de Somalie le 13 décembre 2013, il démissionna un an plus tard à la suite d'une motion de défiance du parlement somalien